# 帕瑟爾山
76°53′S 144°56′W / 76.883°S 144.933°W
帕瑟爾山（英語：Mount Passel）是南極洲的山峰，位於瑪麗伯德地，處於史旺森山脈以北7公里，屬於福特山脈的一部分，在1940年12月由美國研究隊發現，現時由南極條約體系管理。